# Бой под Реймсом (1814)
Бой под Реймсом (фр. Bataille de Reims) — одно из сражений во время кампании 1814 года под французским городом Реймсом, в котором император Наполеон разгромил русско-прусский корпус под началом генерала Э. Сен-При.
После поражения 10 марта 1814 от русско-прусской армии фельдмаршала Г. Блюхера под Лаоном, Наполеон отступил в порядке, а затем стремительным манёвром внезапно атаковал 13 марта всей армией 14-тысячный отдельный отряд российского генерал-адъютанта Э. Сен-При под Реймсом, выбив его из города с тяжёлыми потерями. Успех французов внёс некоторое замешательство в планы союзников, улучшив тактическое положение Наполеона.

## Предыстория
9 марта 1814 Наполеон атаковал всю армию Г. Блюхера под Лаоном (см. Сражение при Лаоне), не догадываясь о большом численном превосходстве русско-прусской армии. Потерпев поражение, 10 марта он беспрепятственно отступил к Суассону, где получил подкрепления и 12 марта двинулся с 30-тысячной армией к Реймсу (в 50 км к юго-востоку от Лаона), который достиг на следующий день.
12 марта русско-прусский отряд под началом российского генерала графа Э. Сен-При (француза на русской службе) выбил из города Реймса французский гарнизон, захватив несколько сотен пленных и до 10 орудий. Численность отряда составляла 13—14 тыс. солдат, из них 4 тыс. пруссаков генерала Ягова.
Реймс являлся важным городом, лежащим примерно на середине коммуникационной линии между армиями Г. Блюхера и К. Шварценберга, по этому направлению шло снабжение армии Г. Блюхера, и Наполеон решил разъединить союзные армии в этом пункте.

## Ход боя
Появление 13 марта под Реймсом Наполеона, только что разбитого под Лаоном, оказалось полной неожиданностью для графа Э. Сен-При. После принесения молебствия по случаю успешного захвата города русские полки стали расходиться по квартирам, как массы французской кавалерии с разных сторон атаковали город.
Два прусских батальона из 7, которые были выдвинуты далеко от города в деревню Росне, были окружены ещё в полдень и сдались без сопротивления.
В 4 часа дня французские дивизии Рикарда и Мерлина ворвались в пригороды Реймса. Граф Э. Сен-При в начале боя получил смертельное ранение ядром в ногу. Командование по старшинству принял генерал-лейтенант И. Д. Панчулидзев, но вследствие болезни передал генералу Г. А. Эммануэлю. Русские и пруссаки откатывались в беспорядке. Положение частично спас батальон Рязанского пехотного полка под командованием полковника И. Н. Скобелева. Построившись в каре, батальон отразил все атаки французской конницы, дав время привести войска в порядок и вывести орудия и обозы из города.
Наступившая темнота облегчила отступление союзников, бой закончился к 11 часам вечера. Реймс был оставлен последними русскими частями около 2 часов утра 14 марта, вскоре они соединились с армией Г. Блюхера.
Э. Сен-При попал в плен и умер от раны 16 дней спустя.

## Итоги и последствия

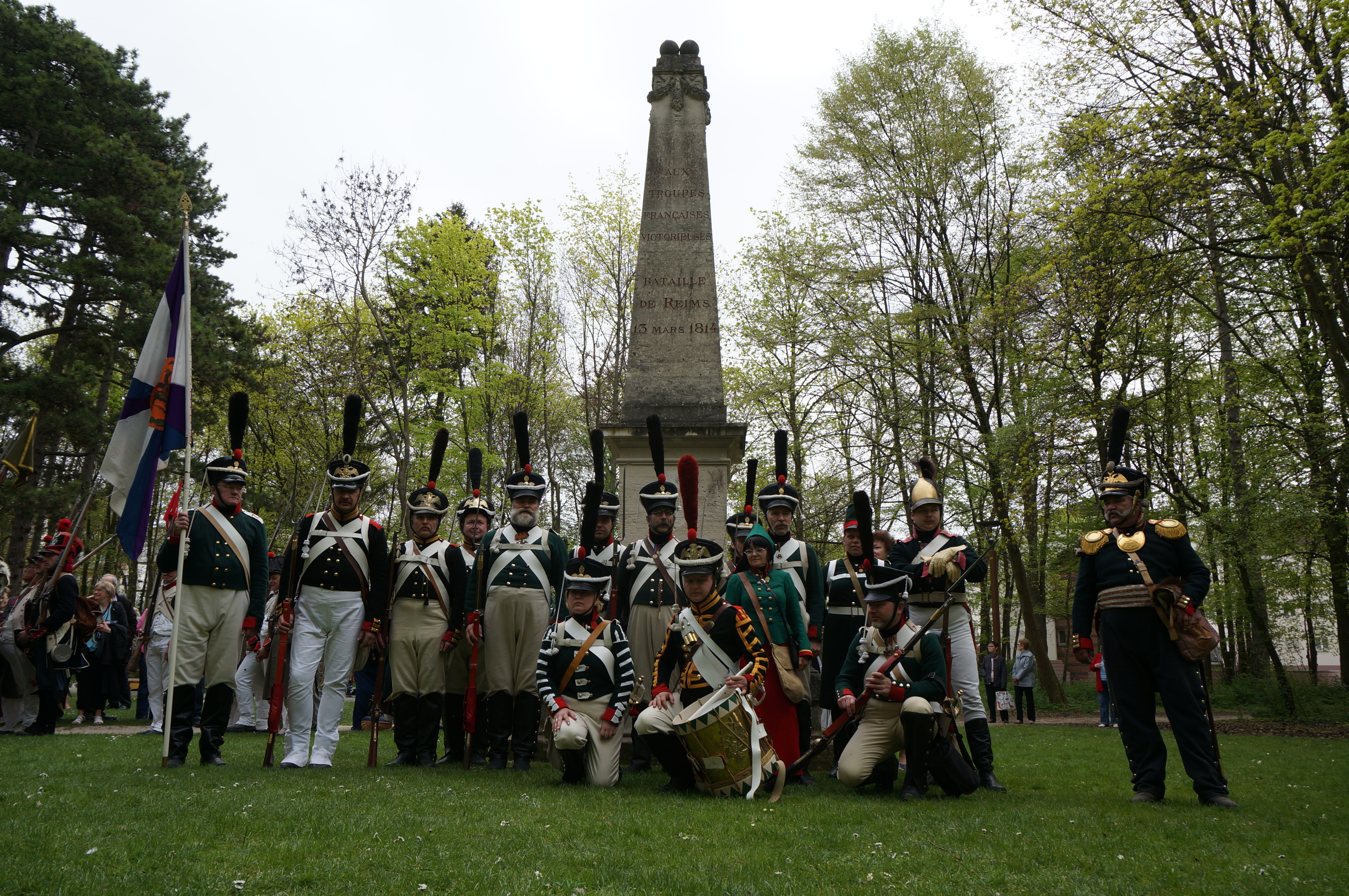
Русские у памятника битве под Реймсом (2014 год).

В бою под Реймсом союзники потеряли до 3500 человек, из них 2500 пленными.Согласно надписи на 55-й стене галереи воинской славы Храма Христа Спасителя русские потеряли под Реймсом около 700 солдат. Трофеем французов стали 10 или 11 орудий, из них одно русское, остальные прусские.
Французские потери составили всего около 700 человек.
Заняв Реймс, Наполеон перерезал коммуникационную линию между Силезской армией Г. Блюхера и Главной армией К. Шварценберга. Внезапный успех Наполеона оказал деморализующее воздействие на союзников, которые в замешательстве приостановили свои операции, передоверив инициативу в боевых действиях французскому императору.
17 марта Наполеон повёл свои немногочисленные войска через Фер-Шампенуаз к Труа, чтобы атаковать армию К. Шварценберга, опасно приблизившуюся к Парижу, в тыл или фланг. Однако австрийский фельдмаршал успел оттянуть с марша и сконцентрировать корпуса. В произошедшем 20 марта встречном сражении при Арси-сюр-Обе Наполеон был отброшен за реку Об и ушёл к Сен-Дизье, где намеревался и дальше тревожить союзные армии с тыла.

## Примечания

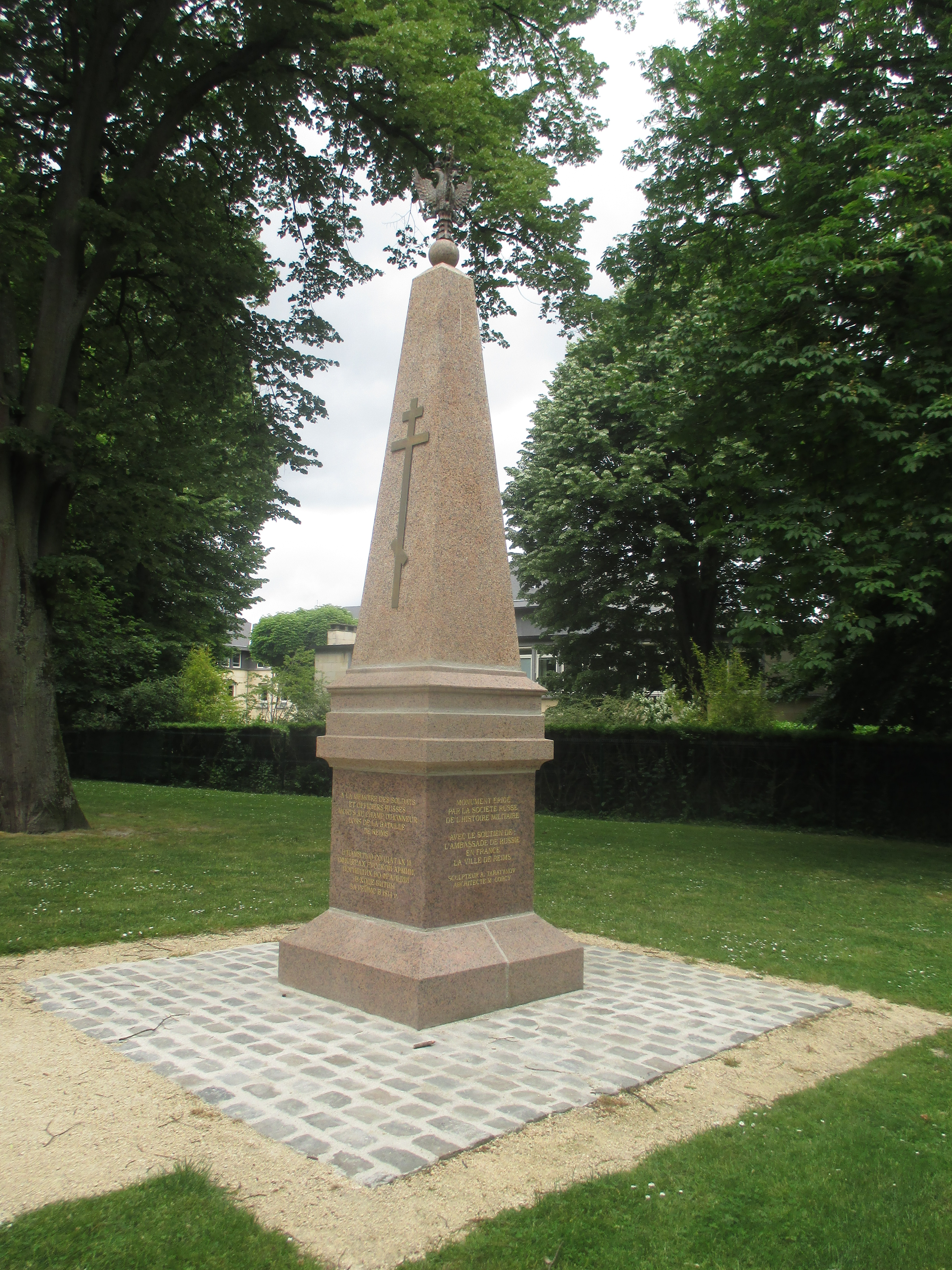
Русский памятник

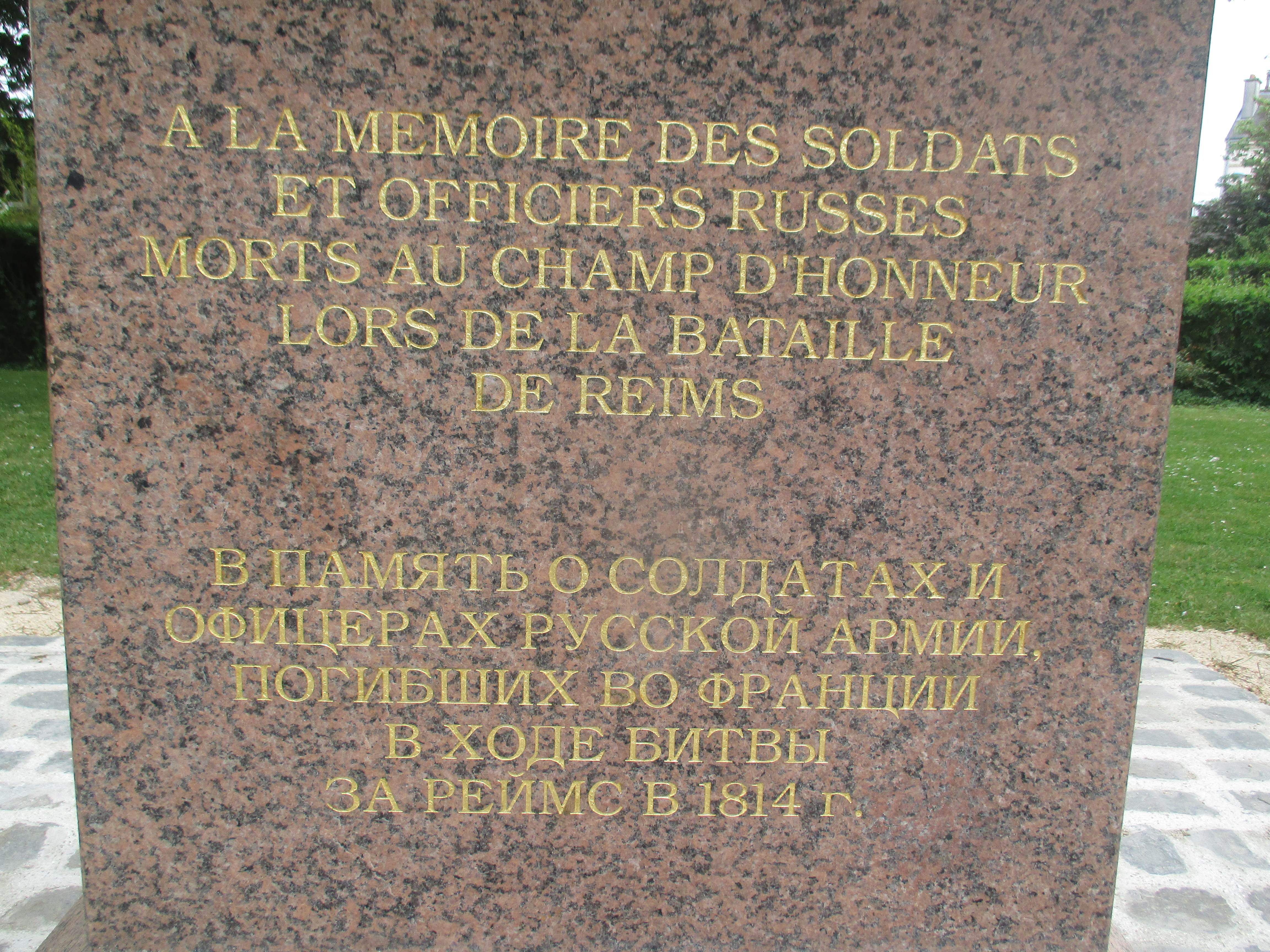
Русский памятник